# 雪中隧道
雪中隧道（せっちゅうずいどう）は、新潟県魚沼地方一帯に存在する歩行者用トンネル。

## 概要
最初に造られた場所や時代は不明であるが、第二次世界大戦後には設置数が増えている。トンネルの断面は、人がすれ違える程度の高さ2m未満の馬蹄形をしていることが多い。積雪期を想定したトンネルのため、馬車や荷車（降雪期に使用できない）の通行は想定していない。ある程度積雪がある場合の使用を想定し、坑口が路盤よりも高い場所に存在することもある。後年、簡易な照明器具が追加されていることがある。

## 背景
豪雪に見舞われる新潟県魚沼地方では、冬期間の交通の安全確保が至上命令となっていた。1970年代までは、道路の改良や除雪体制が発達しておらず、移動を徒歩によらねばならない集落は多数存在した。豪雪地帯における徒歩による移動は、体力を要求されると共に、山間部の区間によっては、雪崩や吹雪に巻き込まれる危険性があり、地元住民でも遭難死する例が見られた。雪中隧道は、こうした山間部の危険箇所をショートカットする目的で造られた。

## 効果
冬期間でも生活物資の移入や情報の伝達が可能となり、集落が長期間にわたり孤立する事態は少なくなった。
魚沼地方の小・中学校では、冬期間の雪害を考慮して、小学校のある集落に冬季限定の寮を設置し、親元から離れて生活する例が珍しくなかった。トンネルは、こうした寮生活から生徒を解放し、年間を通じて親元から安心して通学ができる通学路の確保といった面で重宝された。
高規格の道路が整備され機能を失った現在においても、地域の貴重な文化財として保存されている例が見られる。

## 雪中トンネルの下敷き
魚沼地方では、融雪期になると地すべり災害に悩まされる。農作業用の用水となる渓流が、地すべり土塊の末端部を浸食し、地すべりの移動を促進させる例が多かったことから、江戸時代の昔から田が面した山腹にトンネル暗渠を築き、水路を地表に露出させない手法が採られてきた。雪中隧道の発想や掘削技術も、こうした用水路の技術が下敷きになっている。

## 主な保存地
- 長岡市
- 十日町市